# Église de la Pietà dei Turchini
L'église Santa Maria della Pietà dei Turchini (Sainte-Marie-de-la-Pitié-des-Turquins) est une église monumentale de Naples, fameuse pour ses œuvres d'art et pour ses liens avec l'histoire de la musique de Naples. Elle est consacrée à Notre-Dame de Pitié. Elle se trouve 19 via Medina.

## Histoire
La Congrégation des Blancs de l'Oratoire, pieuse congrégation s'occupant de soustraire les jeunes garçons de l'influence néfaste de la rue, ainsi que les orphelins et les enfants abandonnés, s'installe dans les locaux de l'église Santa Maria Incoronata de la rue Catalane. Quelques années plus tard, la communauté s'étant agrandie, elle s'installe via Medina (it), ouvrant un grand orphelinat devenant le conservatoire de la Pietà dei Turchini. C'est dans cet établissement que des musiciens napolitains parmi les plus illustres reçurent leur formation, comme Scarlatti, Pergolèse, ou encore Paisiello. En 1808, à l'époque française, tous les conservatoires de Naples doivent s'unir et le nouvel établissement ainsi formé s'installe dans l'ancien couvent Saint-Sébastien, puis en 1826 au conservatoire San Pietro a Majella.
L'église est aujourd'hui réputée pour ses concerts de musique baroque spirituelle.

## Description

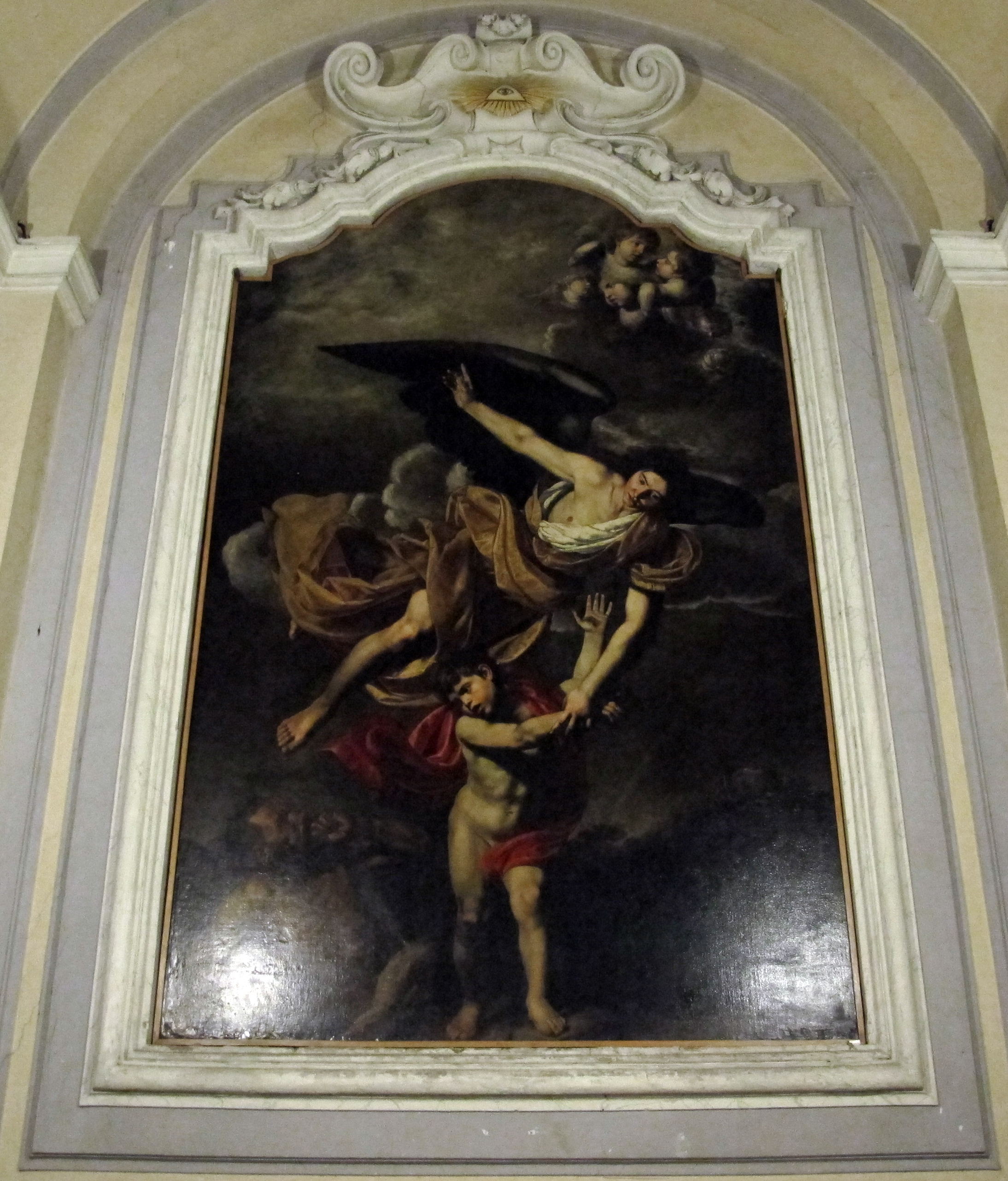
Filippo Vitale, L'Ange gardien

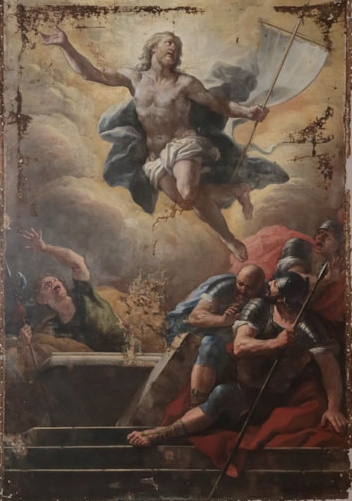
Paolo de Matteis, La Résurrection

L'église est bâtie entre 1592 et 1595 et présente alors une nef unique avec cinq chapelles latérales. Entre 1633 et 1639, elle est agrandie avec un transept, une abside et une coupole, ce qui lui donne ses dimensions actuelles. L'intérieur, avec sa nef unique et ses chapelles latérales, présente des éléments architectoniques typiques de la période de la Contre-Réforme. La façade, réalisée en 1769-1770 par Bartolomeo Vecchione (it), est ornée de stucs rococo et précédée d'une grille.
Le plafond était au début décoré de peintures sur toile de Giuseppe Marullo vers 1646, aujourd'hui disparues.
Les chapelles latérales sont au nombre de dix, plus deux grandes chapelles dans le transept, l'une à gauche et l'autre à droite du maître-autel. Les chapelles sont décorées de fresques ou de tableaux des peintres les plus importants de cette période et les autels de marbre sont particulièrement remarquables.
En partant de la gauche, la première chapelle abrite La Mort de saint Joseph de Paolo de Matteis, avec des œuvres de Domenico Fiasella provenant de l'église voisine Saint-Georges-des-Génois sur les murs de côté; la troisième chapelle possède un tableau sur panneau de L'Annonciation, attribué récemment à Belisario Corenzio; la quatrième chapelle est dédiée à saint Nicolas dont l'histoire est racontée par un cycle de fresques en mauvais état de conservation, de la main d'Agostino Beltrano; dans la cinquième chapelle, on trouve au milieu L'Ange gardien de Filippo Vitale, accompagné d'une Déposition de Luca Giordano et d'une Résurrection du Christ de Paolo de Matteis.
La grande chapelle du transept de gauche est l'œuvre de Giacinto Diano vers 1780 avec des représentations liées à la Nativité de Jésus; la Pietà du maître-autel appartient à cette époque.
Du transept de gauche, l'on accède à la sacristie où se trouve La Nativité de Juan Do, artiste espagnol lié à Ribera.
On remarque dans l'abside L'Invention de la Croix de Luca Giordano, réalisée à l'origine pour la sacristie. Giordano était alors chargé de la décoration de la coupole, pour laquelle il peignit une toile représentant L'Ascension qui a été détruite par les bombardements américains de 1943.

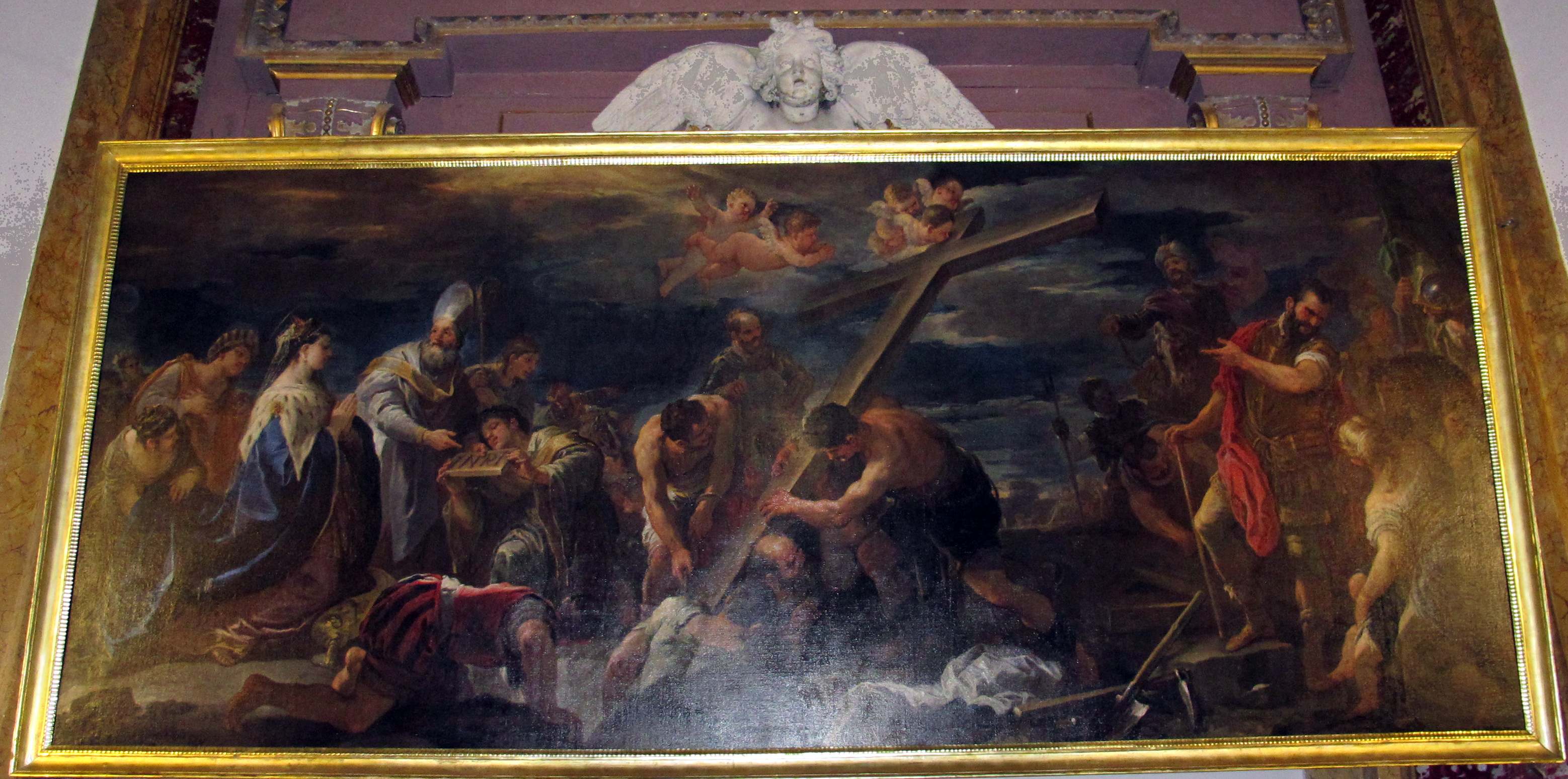
Luca Giordano, L'Invention de la Croix

Le maître-autel est l'œuvre de Giovanni Atticciati en 1770-1773 et permet d'admirer ses splendides marbres polychromes.
la grande chapelle du transept de droite est dédiée à sainte Anne: les tableaux qu'elle possède sont du pinceau d'Andrea et Nicola Vaccaro, ainsi que de Giacomo Farelli; Andrea Vaccaro  est également l'auteur de deux tableaux de la quatrième chapelle de droite figurant des Épisodes de la Passion du Christ; dans la troisième chapelle l'on doit distinguer la Trinitas Terrestris, chef-d'œuvre de Battistello Caracciolo, d'influence caravagesque marquée; la deuxième chapelle abrite une Notre-Dame du Rosaire qu'Andrea Molinaro a réalisée pour Leonardo Genoino, tandis que les murs latéraux présentent deux tableaux de Luca Giordano, Saint Hyacinthe passant le Boristhène et Sainte Rose de Lima ayant une vision de la Madone. Enfin, la première chapelle de droite montre une toile de Giovanni Battista Rossi figurant Saint Janvier et saint Antoine de Padoue flanquée d'un tableau intitulé Le Bienheureux Tolomei guérissant une possédée de Francesco Romanelli.

## Illustrations

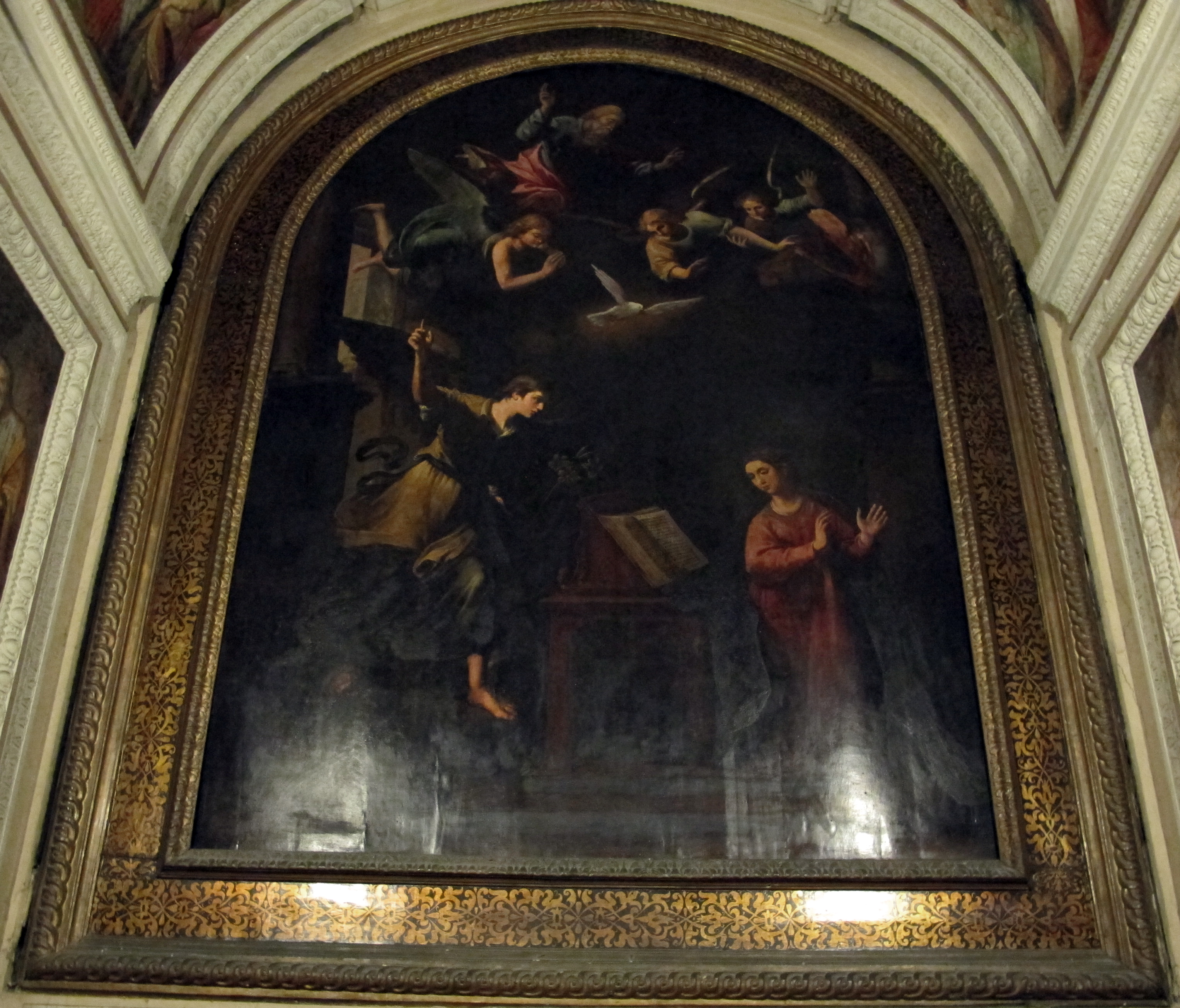
L'Annonciation de Belisario Corenzio
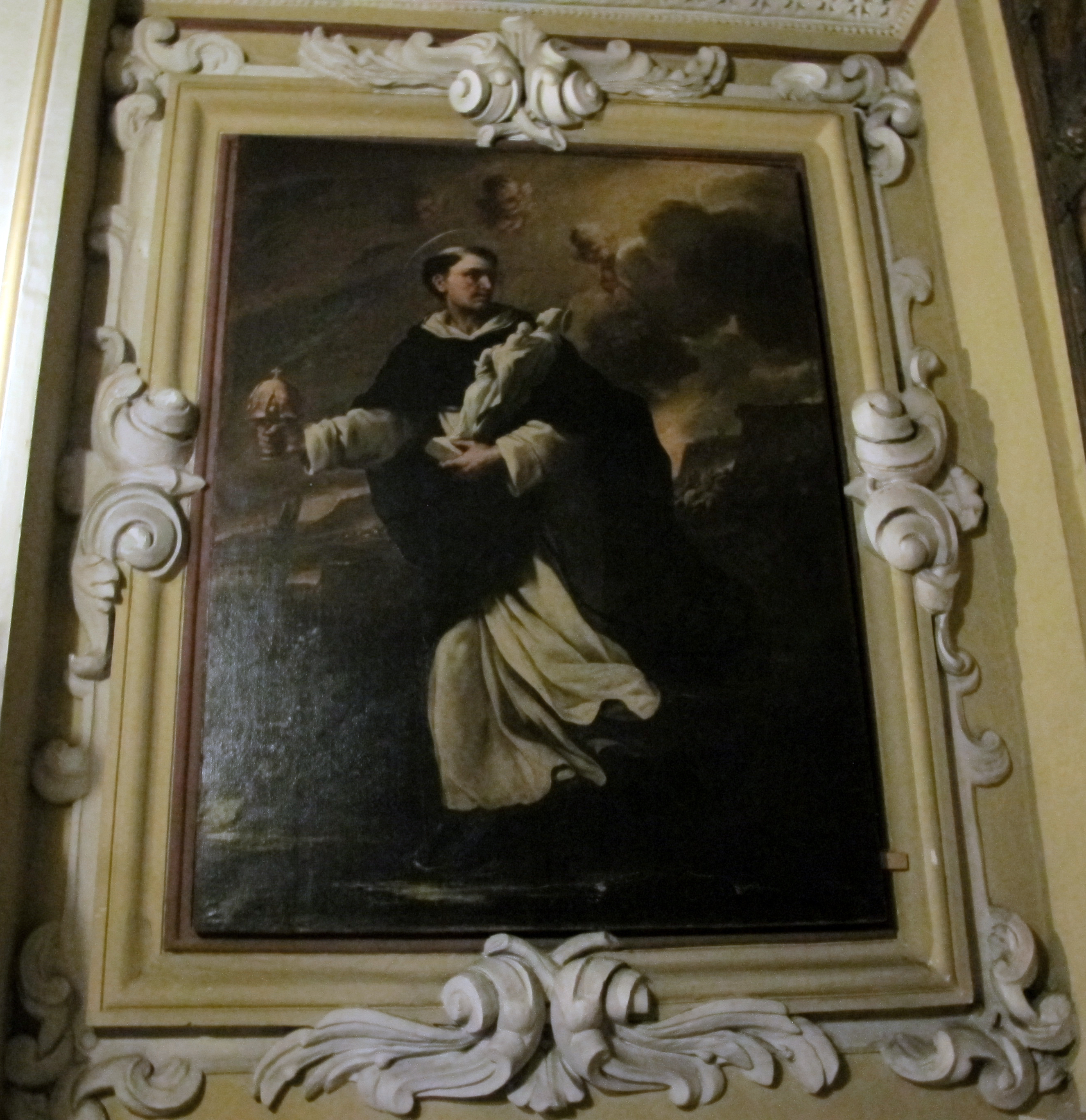
Saint Hyacinthe passant le Boristhène de Luca Giordano
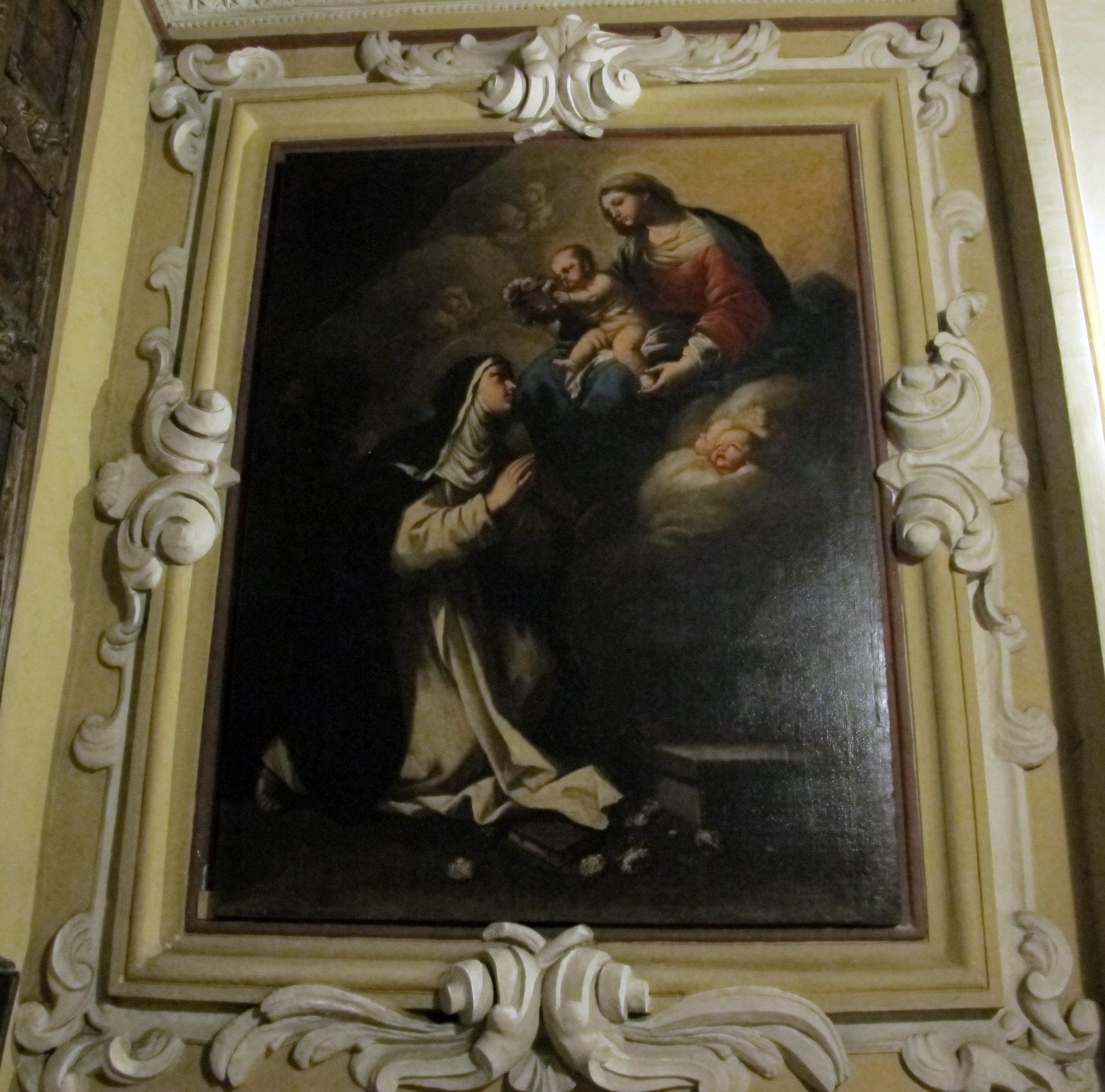
Sainte Rose de Lima ayant une vision de la Madone de Luca Giordano
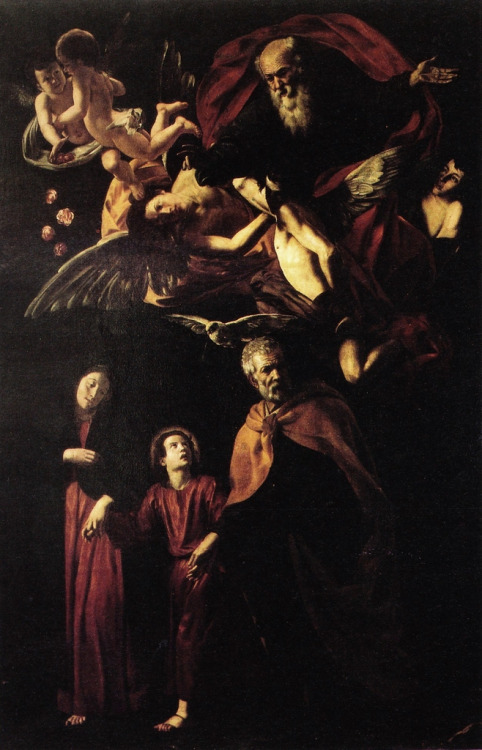
La Sainte Famille ou la Trinitas Terrestris de Battistello Caracciolo

## Notes et références

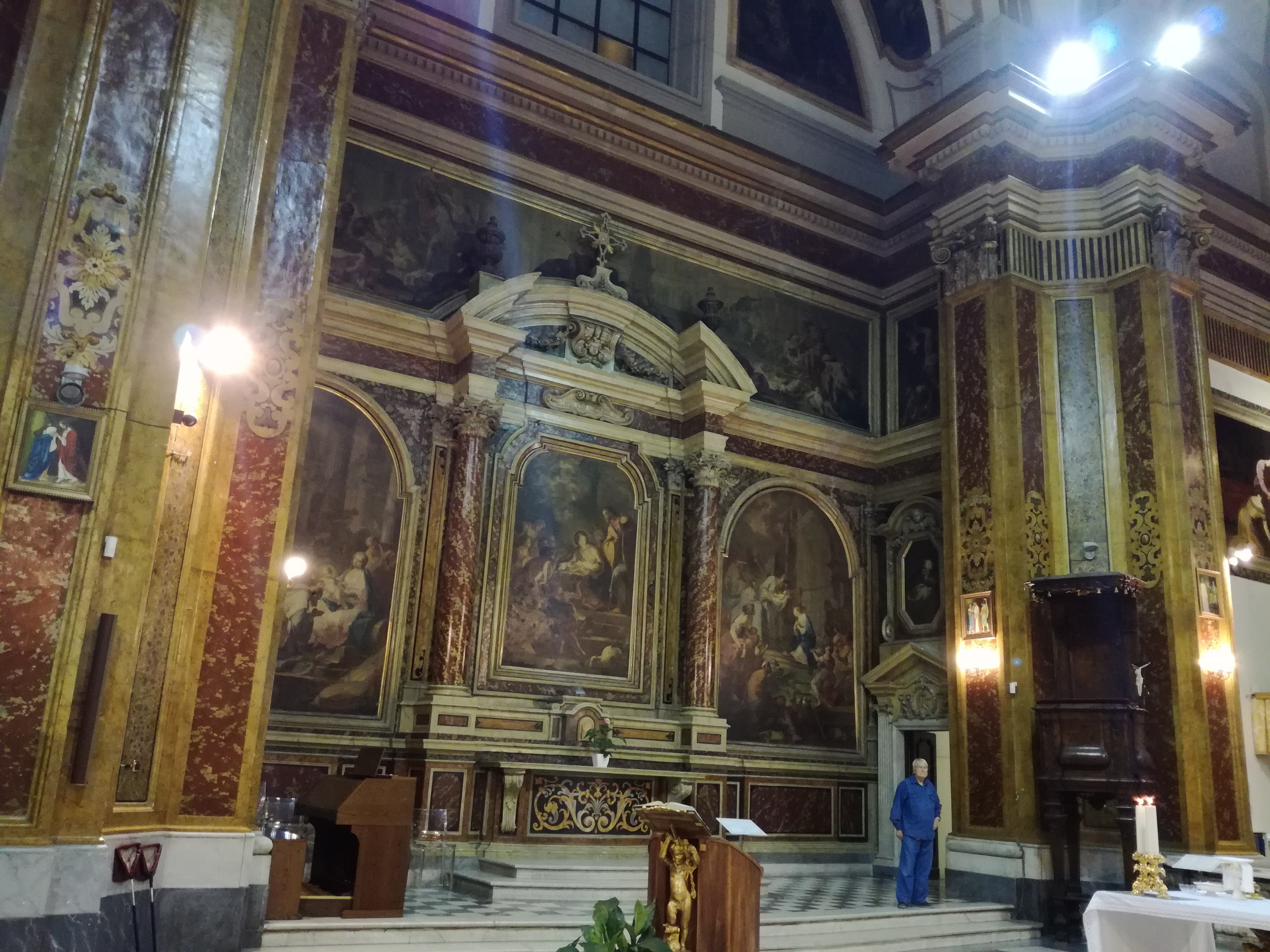
Autel latéral gauche.

## Source de la traduction
- (it) Cet article est partiellement ou en totalité issu de l’article de Wikipédia en italien intitulé « Chiesa della Pietà dei Turchini » (voir la liste des auteurs).